# Lot
För andra betydelser, se Lot (olika betydelser).

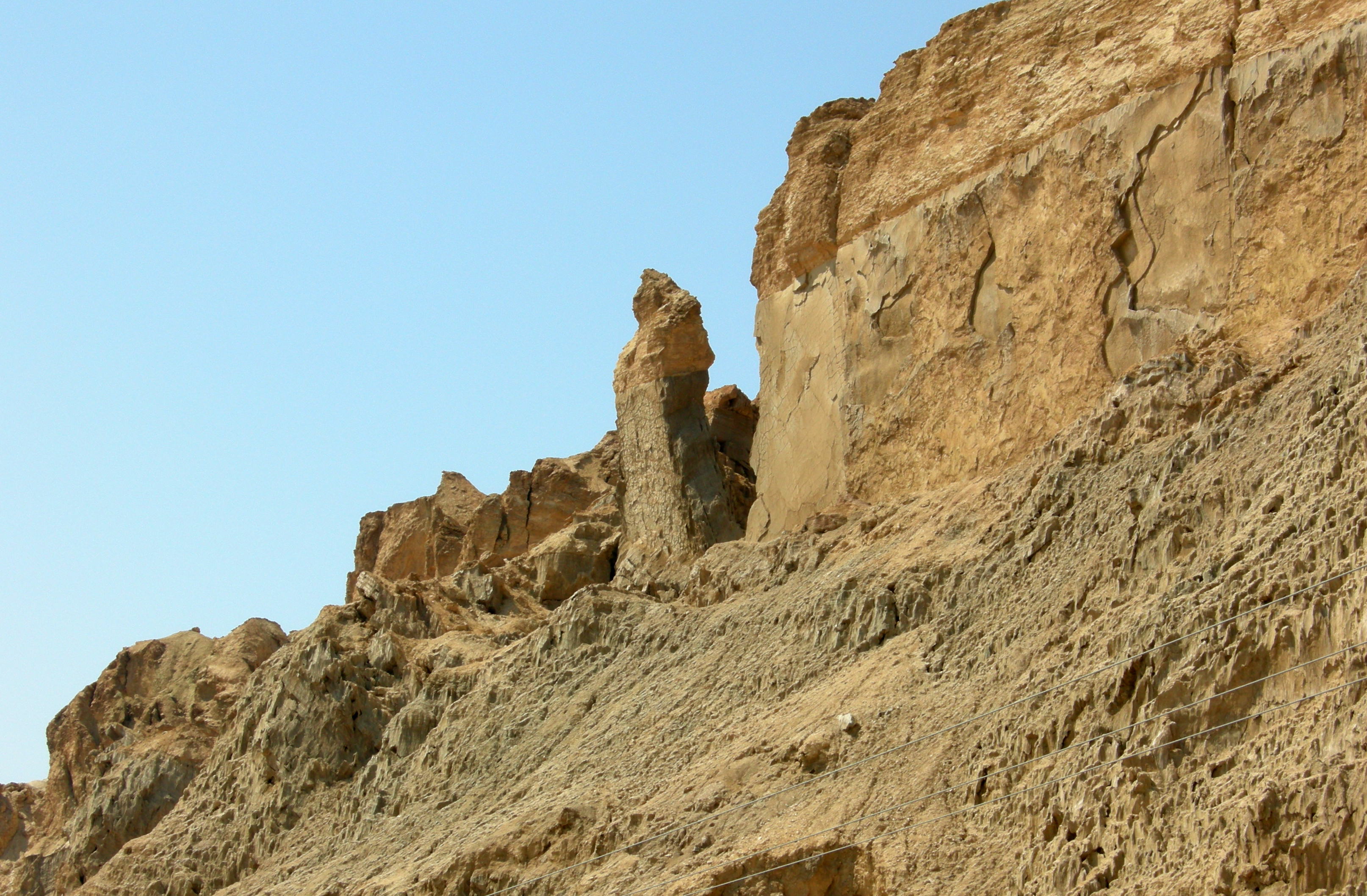
Sodomberget, Israel, som visar den så kallade "Lots Hustru"-pelaren av halit liksom resten av berget.

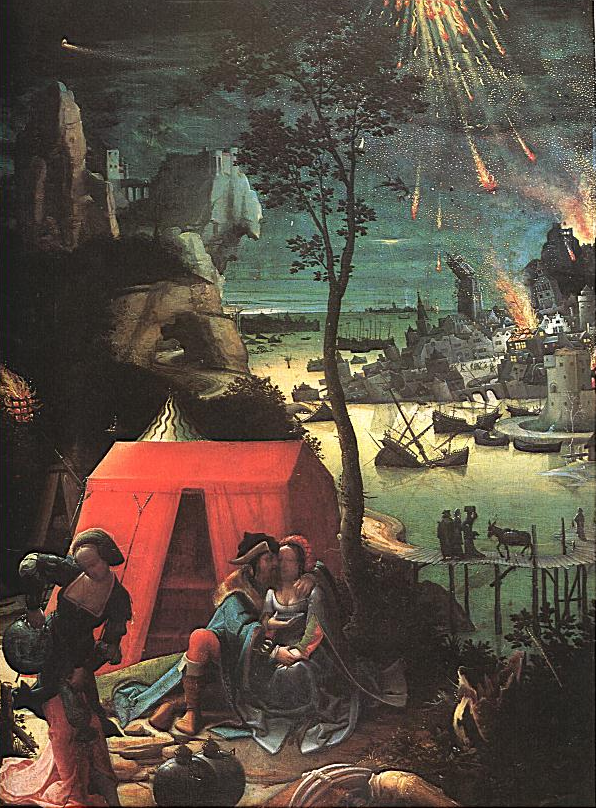
Lot och hans döttrar av Lucas van Leyden (ca 1509)

Lot var i judisk mytologi brorson till Abraham.
| Generation | Lots an- och stamtavla (Genesis 11:26–32; 19:37–38) | Lots an- och stamtavla (Genesis 11:26–32; 19:37–38) | Lots an- och stamtavla (Genesis 11:26–32; 19:37–38) | Lots an- och stamtavla (Genesis 11:26–32; 19:37–38) | Lots an- och stamtavla (Genesis 11:26–32; 19:37–38) | Lots an- och stamtavla (Genesis 11:26–32; 19:37–38) | Lots an- och stamtavla (Genesis 11:26–32; 19:37–38) | Lots an- och stamtavla (Genesis 11:26–32; 19:37–38) |
| ---------- | --------------------------------------------------- | --------------------------------------------------- | --------------------------------------------------- | --------------------------------------------------- | --------------------------------------------------- | --------------------------------------------------- | --------------------------------------------------- | --------------------------------------------------- |
| Fader      | Terach                                              | Terach                                              | Terach                                              | Terach                                              | Terach                                              | Terach                                              | Terach                                              | Terach                                              |
| 2:a Gen    | Abraham                                             | Nahor                                               | Haran                                               | Haran                                               | Haran                                               | Haran                                               | Sarai                                               |                                                     |
| 3:e Gen    |                                                     |                                                     | Lot                                                 | Lot                                                 | Milcah                                              | Iscah                                               |                                                     |                                                     |
| 4:e Gen    |                                                     |                                                     | 1:a dottern                                         | 2:a dottern                                         |                                                     |                                                     |                                                     |                                                     |
| 5:e Gen    |                                                     |                                                     | Moab (Moabiter)                                     | Ben-Ammi (Ammoniter)                                |                                                     |                                                     |                                                     |                                                     |

## Sodom
Enligt Bibeln ska Gud i vredesmod ha förgjort städerna Sodom och Gomorra söder om Döda havet, men låtit Lot och hans båda döttrar bli räddade undan ödeläggelsen av två änglar. Man kan läsa hela berättelsen i Gamla testamentet, Första Moseboken 19. 
Senare på kvällen kommer männen i Sodom och säger:
| ”                         | De ropade till Lot: "Var är männen som kom till dig i kväll? Skicka ut dem till oss, vi skall ligga med dem." Lot gick ut i porten och stängde dörren bakom sig. "Bröder", sade han, "jag ber er, gör inte något så ont. Jag har två döttrar som ännu är orörda. Låt mig skicka ut dem till er, så kan ni göra med dem vad ni vill, bara ni inte gör något mot dessa män som har fått en tillflykt under mitt tak. | „ |
| – Första Mosebok 19: 5 f. | |   |
Det Lot gör är alltså att skydda de båda männen genom att böna Sodoms män att våldta hans eget kött och blod. Det är möjligt att hans avsikt med det var att skapa en konflikt mellan männen i pöbelhopen där vissa bevisligen var homosexuella och inriktade på att våldta de besökande männen. Samtidigt kan släktingar till hans blivande svärsöner ha funnits med i hopen och skulle i så fall inte vilja vara med om att skända sina blivande släktingar.
De tilltänkta svärsönerna blev dock kvar i staden och följde inte med när Lot och hans familj flydde.
Senare i texten kan man läsa att männen inte gav sig, utan änglarna kom till Lots hjälp. Senare förstördes staden av en vredgad Gud. (Första Mosebok 19. 13) 

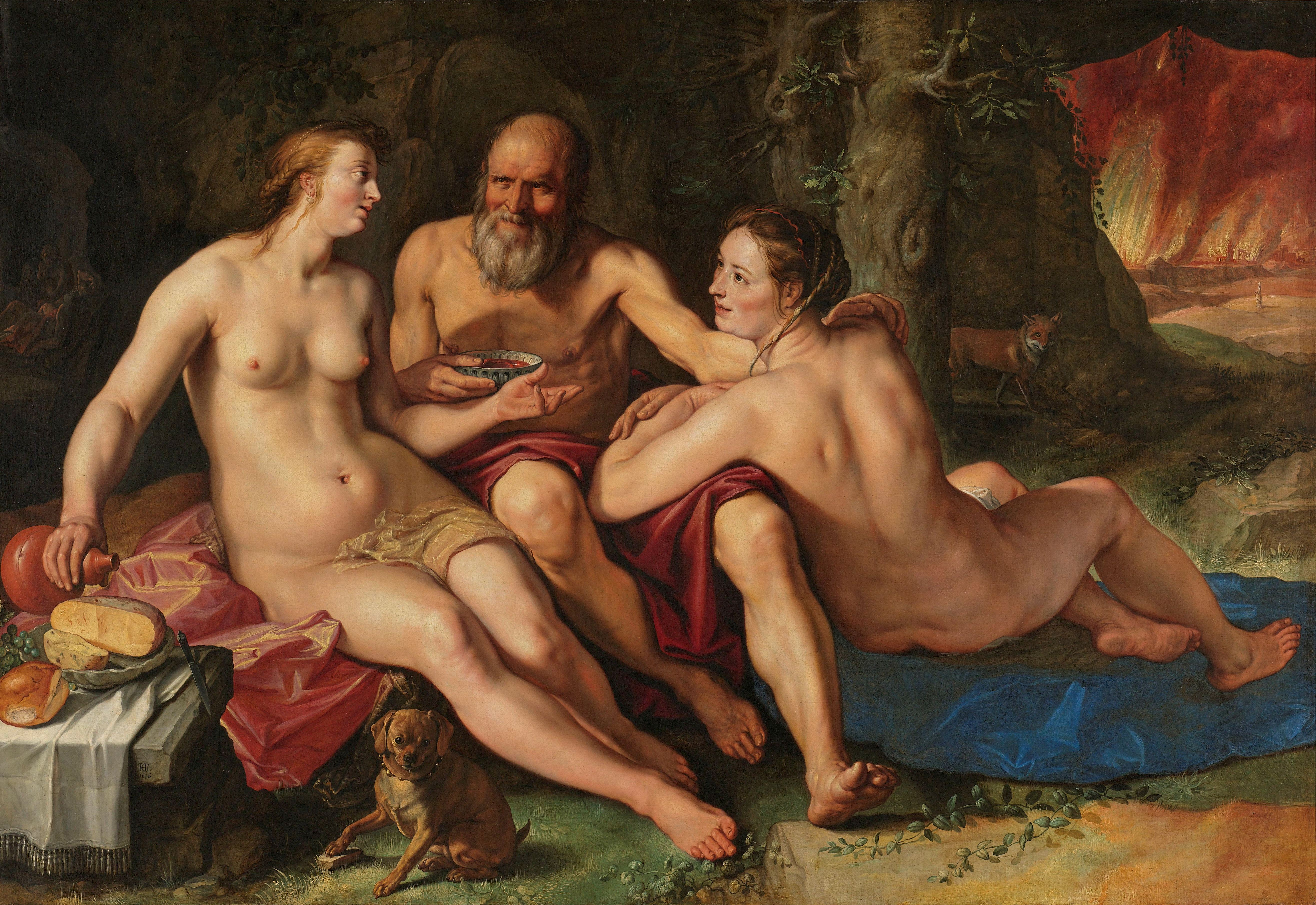
Hendrik Goltzius målning (1616) Lot och hans döttrar visar när Lot blir förförd av sina två döttrar. Räven bakom trädet symboliserar kvinnlig list. I bakgrunden framför den brinnande staden står saltstoden, Lots hustru.

## Flykten
Lots hustru vände sig dock om under flykten och förvandlades till en saltstod, som straff för att hon inte lytt ängelns förmaning. Lot fick fly till Soar men gav sig, efter förstörandet av Sodom och Gomorra, iväg och levde i en grotta, då han inte vågade stanna i Soar. (Första Moseboken, 19. 30
Döttrarna konstaterar vidare att de i grottan inte kommer att träffa några män. De ger därför sin far vin att dricka och ligger samman med honom för att kunna få barn och föra släkten vidare. De båda kvinnorna födde två söner (Första Moseboken 19: 38), som kom att heta Moab och Ben-Ammi.